# Káld
Káld es un pueblo ubicado en el distrito de Sárvár, en el condado de Vas, Hungría.

## Superficie
Posee una superficie de 42,44 kilómetros cuadrados.

## Demografía
Hasta 2019 la población era de 1036 habitantes, con una densidad de población de 24,41 habitantes por kilómetro cuadrado.